# Gondanglegi Kulon
Gondanglegi Kulon is een bestuurslaag in het regentschap Malang van de provincie Oost-Java, Indonesië. Gondanglegi Kulon telt 10.258 inwoners (volkstelling 2010).